# Quantico (1.ª temporada)
A primeira temporada de Quantico, uma série de televisão de norte-americana de drama e suspense, estreou na noite de 27 de setembro de 2015 na rede de televisão American Broadcasting Company (ABC) e terminou no dia 15 de maio de 2016. A temporada foi produzida pela ABC Studios em parceria com a The Mark Gordon Company e a Random Acts Productions. Os produtores executivos foram Joshua Safran, que também é o criador da série, Mark Gordon, Robert Sertner, Nicholas Pepper e o Jake Coburn. Os actores Priyanka Chopra, Josh Hopkins, Jake McLaughlin, Aunjanue Ellis, Yasmine Al Massri, Johanna Braddy, Tate Ellington, Graham Rogers e a Anabelle Acosta constituíram o elenco principal da temporada.
A série foi requerida em 7 de maio de 2015, pela American Broadcasting Company, com uma ordem inicial de 13 episódios para a rede de televisão de 2015  Boas audiências fizeram com que a ABC pega–se na série para uma temporada completa em 13 de outubro de 2015, com a adição de seis episódios, acrescentando a contagem dos episódios até 19, com a possibilidade de mais episódios. No próximo mês,  a temporada foi estendida para 22 episódios.
Em Março de 2015 a série tinha sido ordenada para seriado
A série segue um grupo de jovens recrutas do FBI, novos agentes estagiários ("NAT", em inglês); cada um tem uma razão específica para a adesão. Flashbacks detalham suas vidas anteriores, enquanto os recrutas batalham seus caminhos através de treinamento na academia em Quantico, Virginia. No entanto, a série revela em uma reviravolta em flash forward que um dos recrutas, após se formar na academia, será suspeito de planear o maior ataque terrorista em Nova York desde os ataques de 11 de setembro, em 2001.
A primeira temporada estreou aos Domingos às 22h00 nos Estados Unidos. Está temporada debutou com números fortes, e teve e média 8,05 milhões de telespectadores e recebeu avaliações positivas pela crítica especialista em televisão. Priyanka Chopra recebeu o People's Choice Award de Actriz Favorita numa nova Série de televisão em 2016 pela sua interpretação de Alex Parrish e, fazendo dela a primeira actriz Sul-Asiática a receber um People's Choice Award. A Walt Disney Studios Home Entertainment publicou a primeira temporada da série em DVD no dia 13 de setembro de 2016.

## Produção e desenvolvimento
O escritor Joshua Safran promoveu a série para a, ele descreveu a série com um encontro entre "Grey's Anatomy e Homeland. Em 17 de setembro de 2014, a ABC anunciou que a rede havia adquirido o conceito original para a série de drama da ABC Studios, do criador Joshua Safran e do produtor Mark Gordon. A ABC ordenou o piloto em 23 de janeiro de 2015, para a temporada da televisão de 2015–16. Em Março de 2015 a série tinha sido ordenada para seriado, com uma ordem inicial de 13 episódios para a rede de televisão de 2015. Boas audiências fizeram com que a ABC pega–se na série para uma temporada completa em 13 de outubro de 2015, com a adição de seis episódios, acrescentando a contagem dos episódios até 19, com a possibilidade de mais episódios. No próximo mês,  a temporada foi estendida para 22 episódios. A série foi projectada para ter uma narrativa em flashback, fazendo com que a série decoram em duas linhas de tempo. Safran incorporou o flashforward uma técnica de contar histórias como ele pensou que isto permitiria separar os enredos.

### Filmagens

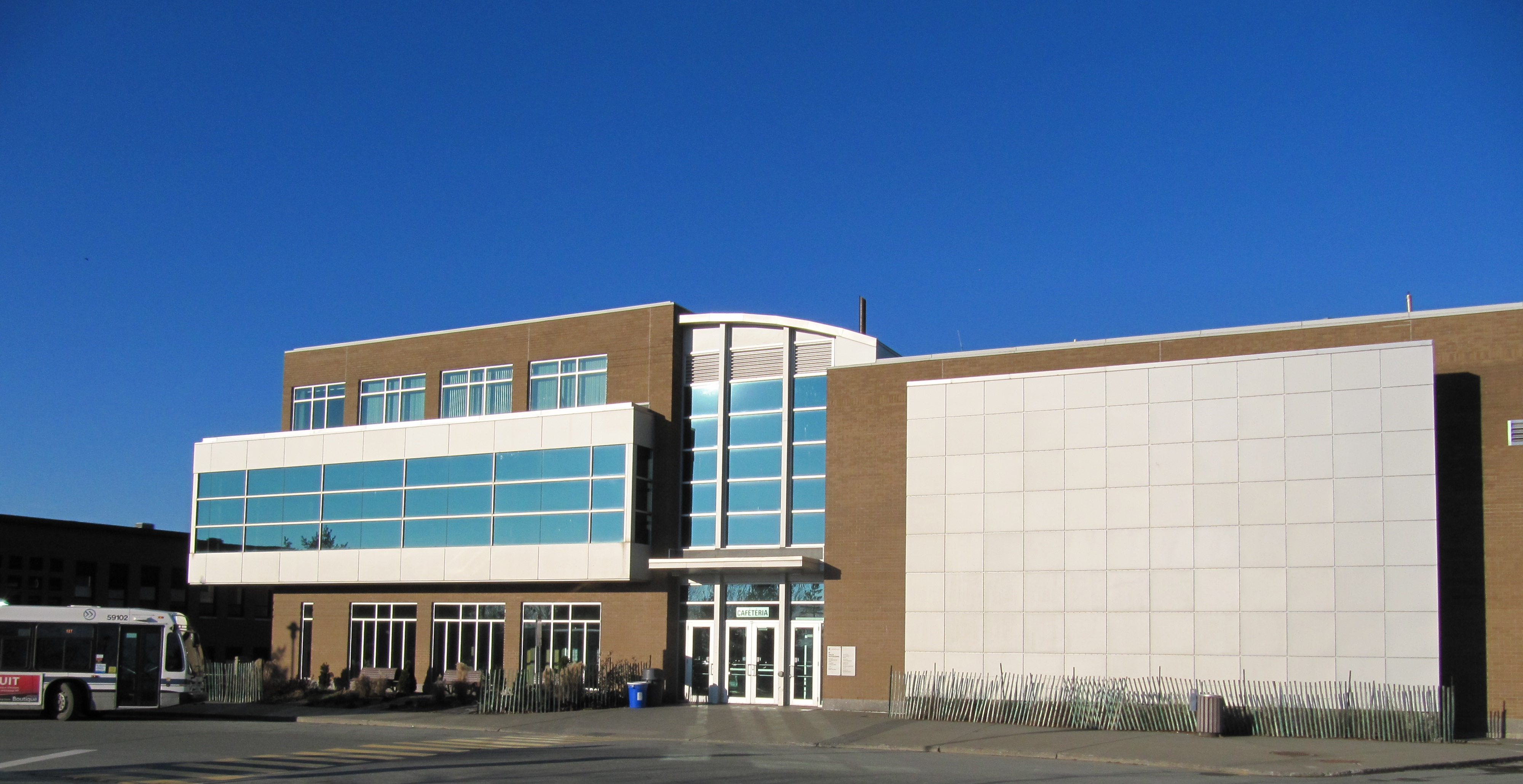
Cenas exteriores da Academia do FBI foram tiradas na Universidade de Sherbrooke.

O episódio piloto foi extensivamente filmado em Atlanta em Março de 2015, com mais dois dias de filmagens na Cidade de Nova Iorque. Os episódios restantes foram filmados em Montreal, Quebec, usando um set de filmagem ente a Baixa de Montreal e Sherbrooke, Quebec para poder se estar na Cidade de Nova Iorque e em Quantico. A produção começou mais tarde em Julho de 2015 e terminaram no meio do mês de maio de 2016. As cenas da Academia de Quantico foram filmadas no campus da Universidade de Sherbrooke, que foi usada como a Academia do FBI em Quantico, Virginia, onde se baseou a primeira temporada. A temporada foi filmada no estúdio Mel’s Cité du Cinéma e na localidade.

### Equipe
A primeira temporada foi produzida pela ABC Studio em associação com a The Mark Gordon Company e a Random Acts Productions. Colleen Sharp, Nicholas Erasmus, Terilyn A. Shropshire e Lori Ball foram os editores de vários episódios. Allyson C Johnson e Vanessa Procopio editaram um episódio cada. Anthony Wolberg foi o director de fotografia, que providenciou a cinematografia da maioria dos episódios. Os outros cinematógrafos foram Anastas N. Michos e Todd McMullen. Joel J. Richard desempenhou o papel de compositor e supervisor dos temas musicais.
Está temporada teve cinco produtores executivos: Joshua Safran, Mark Gordon, Robert Sertner, Nicholas Pepper e o Jake Coburn. A temporada teve apenas uma pessoa como produtor: Cherien Dabis.
A temporada teve onze argumentistas na qual os principais foram Joshua Safran, que serviu como o argumentista principal, Justin Brenneman, Cameron Litvack, Logan Slakter, Beth Schacter, Jordon Nardino, Cherien Dabis, Jake Coburn, Sharbari Z-Ahmed, Branden Marks, Dan Pulick. Marks e Pulick escreveram argumento para um único episódio. Nardino, Dabis, Schacter e A-Ahmed escreveram guiões para dois episódios. Coburn, Brenneman, Slakter e Litvack escreveram guiões para apenas três episódios.
Ouve dezoito directores na temporada: Marc Munden, Stephen Kay, Jennifer Lynch, Rachel Morrison, David McWhirter, Peter Leto, Patrick Norris, James Whitmore, Jr., Paul Edwards, Thor Freudenthal, Jaime Barber, Steve Robin, Felix Enríquez Alcala, P.J. Pesce, J. Miller Tobin, Ron Underwood, Holly Dale, Larry Teng. Kay, Lynch e McWhriter foram os únicos que dirigiram dois episódios. Enquanto Munden, Morrison, Leto, Norris Whitmore, Jr., Edwards, Freudenthal, Barber, Robin, Alcala, Pesce, Tobin, Underwood, Dale e Teng dirigiram apenas um episódio cada.

## Elenco e personagens

### Escolha do elenco

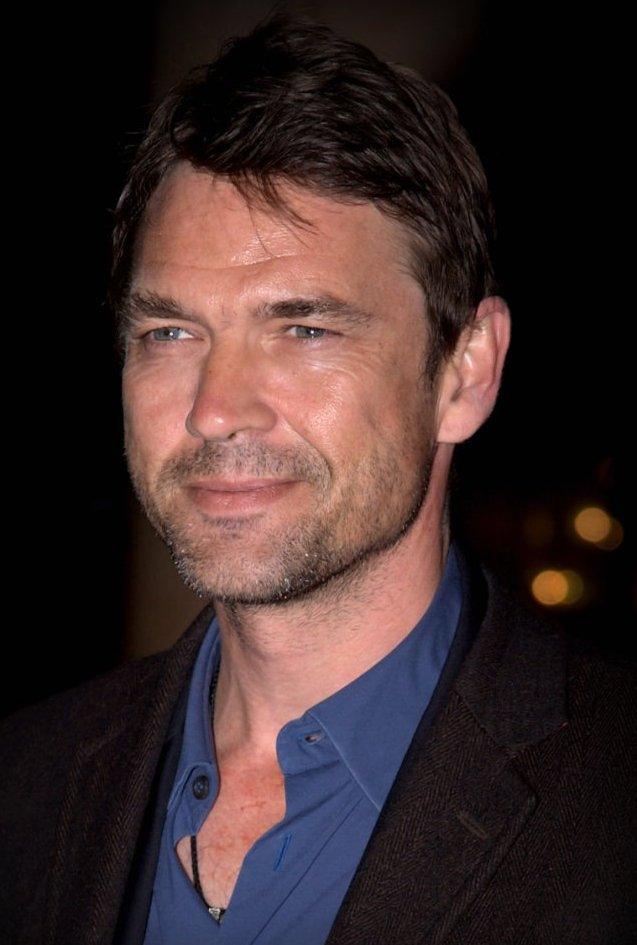
Dougray Scott foi escolhido inicialmente para interpretar Liam O'Connor, mas no fim foi Josh Hopkins que conseguiu o papel.

A temporada conta com nove membros do elenco principal. Priyanka Chopra interpretou a protagonista da série Alex Parrish, a agente do FBI que é acusada de um ataque terrorista na Estação Grand Central, enquanto na outra linha de tempo ela esta treinando para ser uma agente do FBI, com os seus colegas recrutas os novos agentes estagiários ("NAT", em inglês); cada um tem uma razão específica para a adesão.  Tate Ellington foi o primeiro actor a ser escolhido para interpretar um dos estagiários do FBI – Simon Asher. Graham Rogers interpretou o estagiário do FBI Caleb Haas. Aunjanue Ellis interpretou Miranda Shaw, a directora assistente da Academia do FBI, e supervisora do treinamento dos novos recrutas ou estagiários; Dougray Scott foi escolhido para interpretar o antigo parceiro, subordinado da Miranda Liam O'Connor. Jake McLaughlin interpretou o primeiro romance da Alex Ryan Booth. Johanna Braddy co-estrelou com a interpretação da recruta Shelby Wyatt, a melhor amiga e colega de quarto da Alex. Yasmine Al Massri co-estrelou também, ela interpretou as gémeas Nimah e Raina Amin. Com a ordenação da série em Maio, a ABC anunciou que Dougray Scott, o qual ia interpretar Liam O'Connor, vai ser reformado na série. Em Julho de 2015, Josh Hopkins entrou no elenco da série no papel de Liam O'Connor. Anabelle Acosta interpretou, Natalie Vasquez uma recruta do FBI e rival da Alex na academia, que é morta por uma bomba armadilha. No princípio ela foi considerada para o elenco recorrente, mas depois foi promovida para o elenco regular.

O elenco de Quantico na primeira temporada, da esquerda à direita: Liam O'Connor (Josh Hopkins), Miranda Shaw (Aunjanue Ellis), Alex Parrish (Priyanka Chopra), Ryan Booth (Jake McLaughlin), Nimah e Raina Amin (Yasmine Al Massri), Simon Asher (Tate Ellington), Caleb Haas (Graham Rogers) e Shelby Wyatt (Johanna Braddy).

A temporada também inclui uma série de personagens secundárias. Rick Cosnett interpretou Elias Harper, um advogado e recruta do FBI. Jacob Artist interpretou Brandon Fletcher, um recruta do FBI, que namorou com a Natalie na Academia do FBI. Marcia Cross interpretou a Senadora Claire Haas, mãe do Caleb Haas. Jay Armstrong Johnson interpretou Will Olsen, um estagiário do FBI, que graduou -se na Universidade Harvard. Lenny Platt interpretou Drew Perales, um ex-jogador da NFL e recruta do FBI. Li Jun Li interpretou Iris Chang, uma recruta do FBI natural de Xangai.
Foi inicialmente concebido como um drama conjunto, mas a escolha de Chopra no elenco interpretou o papel chave para o desenvolvimento da série. À parte de se tornar a cara da série, e ter a qualidade nas suas campanhas publicitarias, esta foi reescrita especialmente em volta da personagem principal.
| - Priyanka Chopra como Alex Parrish - Josh Hopkins como Liam O'Connor - Jake McLaughlin como Ryan Booth - Aunjanue Ellis como Miranda Shaw - Yasmine Al Massri como Nimah e Raina Amin - Johanna Braddy como Shelby Wyatt - Tate Ellington como Simon Asher - Graham Rogers como Caleb Haas - Anabelle Acosta como Natalie Vazquez | - Rick Cosnett como Elias Harper - Anna Khaja como Sita Parrish - Mark Pellegrino como Clayton Haas - Jacob Artist como Brandon Fletcher - Eliza Coupe como Hannah Wyland - Marcia Cross como Claire Haas - Lenny Platt como Drew Perales - Li Jun Li como Iris Chang - Jay Armstrong Johnson como Will Olsen - J. Mallory McCree como Charlie Price - Kelly Rutherford como Laura Wyatt - Kevin Kilner como Glenn Wyatt | - Peter Michael Dillon como Fred Baxter - Anthony Ruivivar como Agente Jimenez - Brian J. Smith como Eric Packer - Johnathon Schaech como Michael Parrish - Oded Fehr como Griffin Wells - Ariane Rinehart como Louisa O'Connor - Anna Diop como Mia - David Alpay como Duncan Howell - Anne Heche Dr.ª Susan Langdon - Michael Aronov como Hamza Kouri - Mandy Gonzalez como Susan Coombs - Henry Czerny como Matthew Keyes - Mark Ghanimé como Danny |

## Transmissão
A primeira temporada, foi inicialmente programada para ser transmitida nas noites de terça-feira, às 22h00, a temporada foi movida para as noites de Domingo no mesmo horário, feito para substituir a série Of Kings and Prophets, que havia sido cancelada por audiências fracas. A série estreou na rede televisiva American Broadcasting Company na noite de Domingo,  no dia 27 de setembro de 2015 e terminou na noite do dia 15 de maio de 2016 No Canadá a série estreou na rede televisiva CTV no mesmo dia que estreou nos Estados Unidos. Os episódios têm cerca de quarenta e três minutos de tempo, foram emitidos em definição padrão e em alta definição. Na Austrália a primeira temporada estreou na rede de televisão Seven Network no dia 11 de outubro de 2015. No Reino Unido a série foi adquirida pela rede de televisão Alibi.
No Brasil a série passa no AXN com o nome "Quântico". A primeira temporada estreou a 25 de outubro de 2015 e terminou em maio de 2016. Em Portugal a série é emitida no canal AXN com o mesmo nome que nos Estados Unidos, ou seja, "Quantico" as quartas feiras às 22h00 (UTC+1). A primeira temporada estreou no dia 19 de outubro de 2015 e terminou no dia 23 de maio de 2016.

## Repercussão

### Análises da crítica
| Críticas profissionais  | Críticas profissionais |
| Pontuações agregadas    | Pontuações agregadas   |
| Fonte                   | Avaliação              |
| ----------------------- | ---------------------- |
| Metacritic              | 70/100                 |
| Rotten Tomatoes         | 6.9/10                 |
| Avaliações da crítica   |                        |
| Fonte                   | Avaliação              |
| Newark Star-Ledger      | A                      |
| San Francisco Chronicle | positivas              |
| The New York Times      | positivas              |

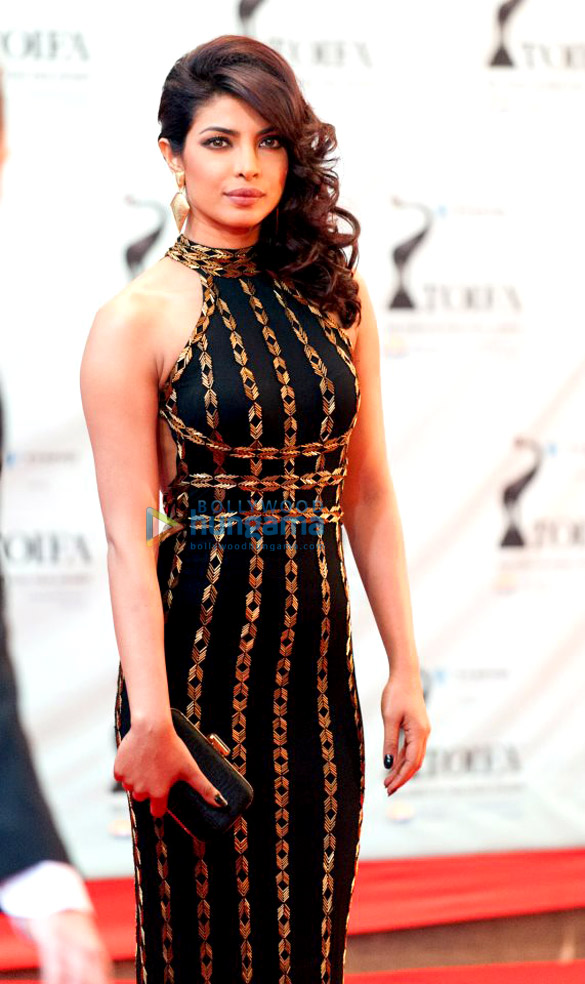
O desempenho de Priyanka Chopra foi recebido com avaliações positivas pela crítica especialista em televisão, recebeu vários elogios dos mesmos pela sua performance como Alex.

A primeira temporada de Quantico foi recebida com revisões positivas por parte da crítica, com mais elogios à performance de Priyanka Chopra. No sítio agregador de resenhas Rotten Tomatoes a temporada recebeu a aprovação de 82% e obteve a pontuação de 6.9 a partir de uma escala de 10, baseando-se em cinquenta e seis críticas. O consenso da crítica no sítio diz: "deixando de lado as imitações óbvias, Quantico fornece emoções ridiculamente divertidas de um elenco bem balanceado." O Metacritic, outro sítio agregador que atribuiu uma classificação média ponderada, e atribuiu uma avaliação de 70 numa escala de 100, baseando-se em vinte e cinco críticas, indicando "avaliações geralmente positivas".
Vicki Hyman, escrevendo para o Newark Star-Ledger, declarou a série como o melhor programa da temporada, dando-lhe um "A". Ela sentiu que o show era "tenso e extraordinariamente regulado", notando que ele possui "pelo menos uma reviravolta extremamente eficaz que você não adivinhará". O San Francisco Chronicle elogiou a série, chamando-a de vencendora e escreveu que "o enredo é complexo e atrativo, os personagens são, ao mesmo tempo, magnéticos e misteriosos." James Poniewozik do The New York Times escreveu sobre a actuação de Chopra, descrevendo-a como "o recurso humano mais forte" do programa, e acrescentou que "ela é imediatamente carismática e dominante." Ele acrescenta que "a ginástica da narrativa faz a primeira meia hora de Quantico passar rápida e agradavelmente. Muito disso, contudo, impede-lhe de se importar muito com os personagens."

### Audiência
A primeira temporada de Quantico estreou na noite de Domingo no dia 27 de setembro de 2015, e atraiu 7,14 milhões de telespectadores, e teve como valor de audiência 1,9 entre o público dos 18 a 49 anos de idade, marcando a maior audiência escrita no programa de televisão na noite de Domingo, o oposto de NBC Sunday Night Football. O episódio piloto foi um grande vencedor de gravações em DVR, com 5 milhões de gravações, com 79 por cento de um valor de audiência de 3.4 entre os adultos dos 18 a 49 anos de idade e um total de 12,15 milhões de telespectadores. A série continuou tendo boas audiências, durante o tempo em que estava no ar, enquanto registrava audiências fortes nas gravações em DVR, mais do que o dobro das vezes na primeira temporada. O final da temporada foi assistido por 3,78 milhões de telespectadores com um valor de audiência de 1.0 entre os adultos dos 18 a 49 anos de idade, as gravações em DVR receberam um impulso de 120 por cento, com um valor de audiência de 2.2 entre os adultos dos 18 a 49 anos de idade e um total de 6,70 milhões de telespectadores. No geral, a primeira temporada teve 8,05 milhões de telespectadores e com um valor de audiência de 2.6 entre o público adulto dos 18 a 49 anos de idade. Está foi a terceira melhor série nova da temporada.

### Prémios e nomeações
A primeira temporada recebeu duas nomeações para o People's Choice Awards na cerimónia de 2016, uma das categorias foi para Nova Série de Drama Favorita e a outra foi para Actriz Favorita numa Nova Série de Televisão,  que Chopra ganhou fazendo dela a primeira Sul-Asiática a receber um People's Choice Award. A primeira temporada recebeu também recebeu duas nomeações para o Prémios Teen Choice,  uma delas foi para Choice Breakout Series e a outra para Choice TV Breakout Star que a Chopra recebeu. A revista semanal People e a revista  Vanity Fair alistaram a primeira temporada entre as Melhores Séries de televisão de 2015.

## Enredo
A temporada começa com a Alex Parrish, uma ex-recruta do FBI, acordando sobre os escombros da Estação Grand Central, depois de um ataque terrorista na mesma e tornando-se na principal suspeita do ataque. Ela é levada sob custódia do FBI e acusada de traição. Ela foge graças a um plano da Vice-Directora do FBI Miranda Shaw, a mentora da Alex em Quantico, que se recusa a acreditar que ela é a culpada e acha que alguém da sua antiga classe em Quantico a tramou. Vários flashbacks mostram a Alex e  seus colegas, cada um tem os seus motivos para entrar na agência, treinando em Quantico. A linha de tempo do presente foca-se nas relações paradas entre a Alex e o seu namorado Ryan Booth e os seus ex-colegas em Quantico: Shelby Wyatt, Nimah e Raina Amin, Natalie Vasquez, Simon Asher, Elias Harper e Caleb Haas, os quais todos estão conectados com a explosão, enquanto ela faz de tudo para provar a sua inocência.
Com o progresso da temporada, a Alex é capaz de provar a sua inocência  com a ajuda dos seus amigos. Ela descobre que o bombista suspeito é o antigo recruta-analista do FBI Elias Harper, o qual plantou a bomba  sob instruções de um génio terrorista. Tendo ilibado o seu nome numa audiência congressional, a Alex foi reintegrada como uma agente do FBI e designada para a delegação do FBI em Nova Iorque. Na secção de operações, ela fez de tudo para expor o génio terrorista por de trás dos ataques, como as eleições de 2016 aproximavam-se. O supervisor de treino em Quantico Liam O'Connor é revelado como o responsável pelos ataques e é morto por Alex e o Ryan, quando tentava detonar uma bomba atómica em Quantico, e através da qual Simon se sacrifica para minimizar os riscos da explosão e morrendo no processo. A Alex é demitida do FBI por causa da publicidade subsequente das explosões e pela tutoria de Liam O'Connor. Dois meses depois, a Alex é contratada por Matthew Keyes, que lhe oferece uma posição na Central Intelligence Agency (CIA).

## Episódios
| N.º na série | N.º na temp. | Título     | Dirigido por          | Escrito por                           | Exibição original      | Audiência U.S. (milhões) |
| --- | ------------ | ---------- | --------------------- | ------------------------------------- | ---------------------- | ------------------------ |
| 1 | 1            | "Run"      | Marc Munden           | Joshua Safran                         | 27 de setembro de 2015 | 7,14                     |
| A antiga recruta do FBI Alex Parrish, que depois torna-se numa agente, é encontrada incôsciente nos escombros da Estação Gand Central dopois de uma explosão terrorista na mesma. Ela é pega pelo FBI e interrogada pelo Agente Jimenez. Os flashbacks de nove meses antes mostram-na a treina em Quantico com outros recrutas do FBI. Um dos recrutas, Ryan Booth está infiltrado por ordem do Agente Especial O'Connor, para vigiar a Alex. A Alex disse para o Liam como ela atirou no seu pai abusivo, Jeff Michaels, enquanto ele batia na sua mãe. Voltando ao presente, o FBI encontra o Ryan inconsciente, no apartamento da Alex, baleado com a sua arma, e isto prova o envolvimento da Alex no ataque. A Alex é presa. A Miranda Shaw, a mentora da Alex em Quantico, ajuda-a a fugir. |              |            |                       |                                       |                        |                          |
| 2 | 2            | "America"  | Stephen Kay           | Joshua Safran                         | 4 de outubro de 2015   | 6,98                     |
| Liam apanha a Miranda, mas a Alex escapa. Ela vai ao seu apartamento para coletar provas e é apanhada pela pela Natalie elas lutam mas a Alex consegue escapar novamente. a Alex liga ao Ryan no hospital; ele diz para ela que não se lembra da pessoa que o baleou, mas ele sabe que não foi a Alex. Ele se oferece para ajudá-la por dentro, mas só o pode fazer se ele dizer ao Liam que ela é culpada. Em Quantico nove meses antes, Miranda avisa a Nimah e a Raina para não revelarem o seu disfarce. Elias descobre que o Simon estava na cidade de Gaza no passado, e Miranda descobre que o Ryan é um agente infiltrado e porque ele está espiando ela. |              |            |                       |                                       |                        |                          |
| 3 | 3            | "Cover"    | Jennifer Lynch        | Jordon Nardino                        | 11 de outubro de 2015  | 5,75                     |
| A mãe da Alex, Sita, é trazida para Nova Iorque pelo FBI para um questionário e revela que a Alex desapareceu por um ano quando estava na Índia. Liam convence-a à suplicar para que a Alex se entregar durante uma conferencia televisiva. Enquanto isso, a Alex procura a ajuda do Simon Asher, o qual foi expulso de Quantico anteriormente. Eles descobrem que a Alex estava a ser incriminada desde o dia que entrou em Quantico. O Simon ajuda-a escapar após chamar a policia para que ele nao caia sob-suspeita, mas está secretamente trabalhando para o Diretor do FBI Clayton Haas. Em Quantico, a Alex descobre através de Liam que o seu pai foi um Agente do FBI. Os NATs ("Novos Agentes Estagiários" em português) completam o perfil psicológico de cada um, mas o exercício é um teste dado pela Miranda Shaw. Raina toma uma grande responsabilidade quando Nimah sai de Quantico. Miranda descobre que o seu filho, Charlie, que ela colocou na prisão, pode ser possível que ele saia em liberdade condicional. |              |            |                       |                                       |                        |                          |
| 4 | 4            | "Kill"     | Rachel Morrison       | Cherien Dabis                         | 18 de outubro de 2015  | 5,30                     |
| Simon ajuda a Alex a evitar ser capturada pelo FBI. Eles investigam o cabo que a Alex encontrou no seu apartamento e descobrem que é um dos cabos da empresa da Shelby. A Shelby sabe que o Simon é um agente infiltrado do Clayton; Ryan descobre isso também. No fim, a Alex prende a Shelby como uma refém, e o Ryan e o Simon fogem juntos, e o Clayton anuncia que o status da Alex como fugitiva e diz para que não tentem prende-la mais agora é atirar para matar. Em Quantico, Alex ainda debate-se com o que descobriu sobre o seu pai, e falha num exercício de treino sobre uma situação de crise de reféns. Liam quer que o Ryan faça com que a Alex saia de Quantico. O Ryan descobre que sua designação como agente infiltrado nunca foi oficialmente seleccionada. Enquanto, a Miranda pede para a Nimah voltar para Quantico, e diz para ela que o seu filho foi influnciado por extremistas a planeiar o ataque à sua Escola secundaria. O Elias fica mais desconfiado para com o Simon. |              |            |                       |                                       |                        |                          |
| 5 | 5            | "Found"    | David McWhirter       | Jake Coburn & Justin Brenneman        | 25 de outubro de 2015  | 5,10                     |
| Em Quantico, Miranda manda os NATs ("Novos Agentes Estagiários" em português) para uma missão secreta como parte de um exercício de treino. Cada um deles assumiu uma personalidade para infiltrar-se numa empresa e encontrar o CEO da mesma. O Caleb destrói todos os esforços da Shelby de completar o desafio como meio de ter sua vingança, porque ele pensa que ela revelou que ele esteve no campo de tiros na academia, inicialmente. No fim, a Alex, o Ryan, a Nimah foram os vencedores do desafio. A Nimah e a Raina fazem as pazes, e a Nimah encoraja a Raina a procurar o Simon. Quando o Elias descobre que o Simon está a mentir sobre tudo e pretende reportá-lo sobre isso, o Simon diz para ele que esteve nas Forças de Defesa de Israel e que está vivendo uma mentira para superar isso. Na linha de tempo do presente, a Alex publica um video, com a ajuda de Duncan Howell e da Mia, os quais trabalham para o grupo hacktivista 'The Unknown',que está no seu lado da história. Depois disso ela foge do local de encontro, deixando a Shelby para trás. E depois disso Shelby acredita que a Alex não é a culpada da explosão na Estação Grand Central. O Simon recebe uma mensagem com os nomes dos agentes perto da área e do tempo da explosão, e o Caleb está na lista.                |              |            |                       |                                       |                        |                          |
| 6 | 6            | "God"      | Peter Leto            | Beth Schacter                         | 1 de novembro de 2015  | 4,05                     |
| O romance aumenta entre a Alex e o Ryan, e o Caleb e a Shelby em Quantico. Os recrutas aprendem a arte de vigiar suspeitos. Enquanto isso, a Miranda Shaw deve lidar com o seu filho terrorista recentemente libertado em condicional, e decide tirar a vantagem do exercício de vigilância para manter um olho nele. Ainda em Quantico, a Alex finalmente descobre que o Liam tinha mandado o Ryan espia-lá. Nimah faz de casal para Simon e pela Raina mas, no fim, o Simon encontra-as juntas no seu quarto, desvendando o misterio que se passava entre elas (a Raina e a Nimah, faziam-se passar por uma pessoa a "Nimah"). No presente, o Simon e a Alex descobrem através das imagens de segurança que uma das gémeas estava em Grand Central antes da explosão. |              |            |                       |                                       |                        |                          |
| 7 | 7            | "Go"       | Patrick Norris        | Logan Slakter                         | 8 de novembro de 2015  | 4,38                     |
| Uma das gêmeas é vista na Estação Grand Central dois dias antes da explosão. Quando o Simon e a Alex encontram uma delas – Raina) – ela explica que elas estavam infiltradas num grupo terrorista e tentando descobrir quando é o seu próximo ataque. Em Quantico, os recrutas enfrentam um texte crucial. Eles estão fechados na sala de aulas com uma bomba deixada por Brandon Fletcher. Os recrutas trabalham em conjunto para abrir a porta, mas não é possível desarmar a bomba a tempo. Entretanto eles descobrem que a bomba é falsa. Os recrutas que restaram com a bomba passaram no teste, e demonstraram que estão dispostos a se sacrificar para salvar o seu país. O Caleb é trazido de volta aos NATs como um agente, e as gêmeas são, Nimah e Raina, são apresentadas oficialmente pela Miranda Shaw. No presente, a Natalie suspeita que o Ryan está ajudando a Alex. Ela o rastreá e lidera uma equipe do FBI para prender a Alex. Na tentativa de prender a Alex, o FBI põe em risco a missão das gêmeas. No fim o Ryan é baleado. |              |            |                       |                                       |                        |                          |
| 8 | 8            | "Over"     | James Whitmore, Jr.   | Justin Brennenman & Sharbari Z. Ahmed | 15 de novembro de 2015 | 4,20                     |
| O Ryan fala para a Alex fazer uma cirurgia de campo para poder salvar a sua vida. Quando os ficheiros do FBI são hackeados, a Alex chama os seus amigos da Unknown para ajudá-la a encontrar os dados. Enquanto isso, Clayton pede para o Caleb apagar qualquer evidência de seu caso com a Shelby, fazendo com que Caleb chegue a uma evidência que pode inocentar a Alex. Em Quantico, os NATs recebrem tarefas personalizadas e descobrem que é uma parte de uma grande lição da sede do FBI. Ryan ajuda a Alex a obter as informações sobre o seu pai, levando a um confronto com o Liam, que revela um segredo do passado dos seus país. Caleb revelá acidentalmente a existência da meia-irmã da Shelby para o FBI. Miranda tenta falar com o seu filho com consequências trágicas. O Simon e a Raina ficam desapontados por saber que a Nimah está mais interessada nela mesma. No presente, a Alex entrega-se ao FBI dizendo que a outra bomba algures em Nova Iorque. |              |            |                       |                                       |                        |                          |
| 9 | 9            | "Guilty"   | Stephen Kay           | Cameron Litvack                       | 29 de novembro de 2015 | 4,07                     |
| Elias foi chamado depois da Alex se render e regressa como o advogado da Alex. A HIG, outro grupo governamental, tem a ordem presidencial executiva para interrogar a Alex. Eles a pressionam a confessar através da tortura de Ryan, que foi apanhado quando o helicóptero em que ele estava foi interceptado. Quando o Caleb examina o corpo da agente Goodwin, ele notifica que o seu telemóvel está desaparecido, e que o seu corpo foi feito com que parecesse que foi apanhado pela explosão. Caleb, Elias, Natalie, Liam, e as gêmeas ajudam a Alex através do estabelecimento de uma linha de tempo. Eles descobrem que ela foi raptada e drogada antes de ser colocada numa van que a levou até ao local da explosão. E isto era o suficiente para o aliam libertá-la da HIG, e ela concorda em apanhar o verdadeiro culpado que ainda está solto. Em Quantico, a Miranda está no hospital depois de ser atacada. Simon decide informar sobre uma evidencia falsa sobre um serial killer e é criticado pelos outros NATs. |              |            |                       |                                       |                        |                          |
| 10 | 10           | "Quantico" | Paul Edwards          | Jordon Nardino                        | 6 de dezembro de 2015  | 4,39                     |
| As gêmeas, o Caleb, a Shelby, a Natalie, e o Simon vão investigar a sua antiga turma de Quantico para encontrar o verdadeiro traidor. Liam libera a Miranda e eles a convencem a Alex a por os outros sob vigilância desde que é a única ex-NAT que não pode ser a culpada. A Nimah descobre o que eles estão fazendo e diz para os outros, enquanto ele reprime a Raina pela sua simpatia com o terrorista que elas estão investigando. O Simon se encontra com o seu amigo israelita fazedor de bombas depois revela para todos que a explosão de Grand Central faz parte de um plano mais negro que ele mesmo projetou. Em Quantico, a Alex e o Ryan investigam a Natalie que foi chamada antes do quadro de avaliação dos NAT. Nimah descobre a verdade sobre o passado Simon como assassino da FDI (Forças de Defesa de Israel) e o força a revelar os detalhes horroríficos ao resto da turma. Ryan o defende, mas acidentalmente ele revela que o Simon o atacou semanas antes; Simon é expulso do seu treino na academia. É permitido que a Natalie continue na academia. O Ryan e a Alex pensam sobre os seus futuros quando sairem da academia. |              |            |                       |                                       |                        |                          |
| 11 | 11           | "Inside"   | Thor Freudenthal      | Joshua Safran                         | 13 de dezembro de 2015 | 4,56                     |
| Em Quantico, os NATs recebem um fim de semana longo para a véspera do Ano Novo Eve. a Alex, a Natalie, a Shelby e a Nimah, todas fogem de seus problemas familiares. Nimah tenta ter uma conversa seria com a Miranda sobre o potencial rapto de seu filho. Quando a Miranda vai para a sua casa, ela encontra o Charlie ferido na sua soleira. Caleb traz os seus amigos para um sarau politico onde Shelby finalmente conhece a mãe do Caleb a Senadora Claire Haas, mas este recente encontro tem consequências desastrosas para o relacionamento de Caleb com a Shelby. Enquanto isso, a Alex encontra Ryan, infiltrado com a sua ex-esposa Hannah, ela ainda tem sentimentos por ele. No presente, a Alex, a Nimah, e a Natalie descobrem que o Simon desapareceu depois de bater no Elias e encontram-no com um detonador na mão num hotel onde estão vários delegados Democráticos. Enquanto a Miranda tenta desarmar a bomba, Liam tira os delegados do hotel para o centro de comando, onde a senadora Haas diz para a Shelby que vai arruina-lá por despedaçar o coração do Caleb. Depois, os agentes ficam horroríficados ao descobrir que a uma terceira bomba que ia detonar no centro de comando. |              |            |                       |                                       |                        |                          |
| 12 | 12           | "Alex"     | Jamie Payne           | Jake Coburn                           | 6 de março de 2016     | 3,75                     |
| A bomba mata 32 agentes do FBI, incluindo Clayton. Seu caso com a Shelby vai a publico, arruinando a sua carreira. Duncan Howell comete suicídio dizendo o mesmo quo Elias disse que, ele não teve escolha. A Alex recebe uma chamada de um indivíduo anónimo que alega ser aquele que ela procura e requer um encontro com ela. Num local especifico, o chamador envia o video do suicídio de Duncan Howell e diz que ela precisa ajudá-lo a "terminar o que [eles] começaram," logo antes da Natalie mostrar-se e revelar que tem uma bomba em volta da sua cintura. Em Quantico, os NATs estão em competição contra outra equipa de recrutas mais experientes incluindo Will Olsen, Iris Chang, e Drew Perales. Os recrutas de ambas as turmas estão treinando e vivendo juntos. Enquanto isso, o Charlie diz para a Raina os nomes dos seus raptores. |              |            |                       |                                       |                        |                          |
| 13 | 13           | "Clear"    | Jamie Barber          | Sharbari Z. Ahmed                     | 13 de março de 2016    | 3,96                     |
| A Alex e a Natalie são contactadas pelo terrorista para roubar informações dos servidores do FBI, o qual necessita o cartão de acesso do Ryan e a impressão digital Hannah. Elas usam um alerta de bomba falso para por todo mundo fora do edifício, elas conseguem as informações, mas escondem um worm dentro das informações antes de as enviar. A Alex e a Natalie localizam o computador do terrorista usando o worm, mas quando encontram o computador a Natalie ativa uma armadilha e morre numa explosão. Em Quantico, os NATs estão aprendendo como obter informantes. A Alex, a Iris foram as únicas a encontrar um potencial informante, mas por causa de se compremeterem a eles próprios, eles falham no exercício. Enquanto isso, Nimah está preocupada com os recentes desaparecimentos de Raina e, depois de encontrá-la a falar com alguém online, Nimah segue Tainá para a casa deles. Com a ajuda de Clayton, Caleb e a Shelby tentam encontrar Samar e os seus raptores, e descobrem que ela não foi raptada. A sua procura por vingança termina na Croácia. Iris da para Shelby o contacto de alguem que pode ajudá-la. Miranda garante a Natalie uma folga para poder lutar pela custódia da sua filha.                                                                                         |              |            |                       |                                       |                        |                          |
| 14 | 14           | "Answer"   | Jennifer Lynch        | Beth Schacter                         | 20 de março de 2016    | 3,54                     |
| Miranda diz para o Ryan e a Nimah que a Alex não apareceu para trabalhar e o FBI recebeu um pedido de emergência deixado por Natalie. Ryan e a Nimah seguem a Alex para Vermont, onde a Alex foi procurar o Simon. Alex pede para o Simon o ajudar, antes de Nimah a levar para o apartamento da Alex. Simon decide destruir a sua cabana e vai para o apartamento de Alex. O terrorista liga para a alex e o Simon coloca algo no seu telefone. Em Quantico, os recrutas trabalham em interrogação de suspeitos e levar o caso a julgamento tribunal. Nimah descobre que Raina está a encontrar.se com os raptores do Charlie, a mando de Miranda, e o Will descobre a segunda personalidade do Caleb que ele usa para se encontrar com Samar. Shelby conta a historia de Samar para a Iris. A Alex consegue a informação do caso do FBI em Chicago através do Liam e conta para o Drew. Em resultado o Drew confronta o Liam em pleno exercício, como o Liam foi o responsável por vender as armas que mataram a sua noiva. Liam expulsa o Drew e Miranda pede a carta de demissão de Liam como a primeira coisa que ele devia fazer de manha, por ter dormido com uma recruta, nesse caso a Alex. |              |            |                       |                                       |                        |                          |
| 15 | 15           | "Turn"     | David McWhirter       | Cameron Litvack & Logan Slakter       | 27 de março de 2016    | 3,39                     |
| O terrorista da para a Alex um frasco de remedios e a manda trocar com o da Senadora Claire Haas. A Alex tenta fazer a troca. O Simon gravou a voz do terrorista para tentar descobrir a sua verdadeira voz. A Alex falha ao fazer a troca e chamando a atenção da Hannah. Depois da Alex falar do terrorista com a Hannah, ela recebe o frasco e manda a Alex para casa. No apartamento da Alex o terrorista diz que a troca foi feita com sucesso. Hannah revela que fez a troca e decide acreditar na Alex. Em Quantico, Claire Haas esta liderando o exercício da semana e a célula terrorista em que a Raina esteve infiltrada ataca a academia. Durante o ataque, Caleb e o Will juntam-se para salvar Shelby que saiu fora da academia antes do ataque, depois de descobrir que os seus pais estão vivos, e Drew mata um terrorista que estava perto de matar o Liam. Depois do ataque, Liam agradece à Drew e diz que ele pertence em Quantico. Shelby descobre que a Samar está trabalhando para os seus país, que falsificaram a sua morte. Na casa de Miranda, um terroristas faz a ela, a Raina e o Charlie de reféns. Charlie mata o terrorista, mas comeca a ficar com medo, como ela vai para prisão. Antes do agente do FBI lá fora consiga matar Charlie, Miranda dispara contra o seu próprio filho |              |            |                       |                                       |                        |                          |
| 16 | 16           | "Clue"     | Steve Robin           | Justin Brenneman                      | 3 de abril de 2016     | 3,68                     |
| Quando a Senadora Haas muda a sua agenda, Hannah e a Alex realizam aquilo que o terrorista (referido como "a Voz") quer elas mudam o seu horário. As duas previnem a morte da Senadora Haas ao custo da suspensão de Hannah. Ryan, acredita que a Alex é a culpada, e a avisa que está de olho nela. Simon descobre que um laboratório perto do auditório da campanha da Senadora Haas foi violado, sugerindo que talvez a tentativa de assassinato foi apenas para cobrir. Em Quantico, a turma passa por aconselhamentos depois do ataque da semana passada. A Raina e a Miranda tiveram de falar com um grupo sobre a infiltração da Raina na célula terrorista. Depois de um exercício que não envolve vitorias, Shelby fica em baixo e é confortada pela Alex sobre os seus sentimentos acerca dos seus pais. Enquano isso, Caleb diz para o Will que o seu pseudónimo, Mark Raymond, é usado para se infiltrar num grupo chamado Sistemics para que ele possa salvar o seu amigo. Miranda diz na sua interrogação que ela mandou a Raina, e como resultado, é lhe removido o cargo de professora de treino em Quantico, e é substituída pelo Ryan. |              |            |                       |                                       |                        |                          |
| 17 | 17           | "Care"     | Felix Enríquez Alcala | Logan Slakter & Braden Marks          | 10 de abril de 2016    | 3,57                     |
| Na sua última missão para "a Voz," Simon e a Alex tem de revelar um ativo que o FBI e a CIA está tentado esconder. Usando um localizador no Ryan, eles descobrem o ativo. O Will consegue o acesso aos códigos militares dos Estados Unidos através de hackeamento. Ryan falha a tentar culpar a Alex pela publicação do ativo. Will se oferece voluntariamente para o terrorista, prometendo que vai trabalhar por dentro. No momento da troca, o terrorista pergunta pelo Simon. É revelado que o motorista da troca é a Shelby. Em Quantico, os NATs tem de volar aos Estados Unidos sem passaportes como imigrantes ilegais. Caleb planeou levar Shelby para se encontra com os seus pais, que revelam que eles não estão em fuga por causa da venda de armas usadas nos ataques de 11 de setembro de 2001. Depois de descobrir que eles querem mais dinheiro para continuarem com a fuga, Caleb oferece-lhes 5 milhões de dolares eles concordam em nunca mais contactar Shelby. Drew e a Alex trabalham juntos, apesar de já terem parceiros para completar a missão. A Nimah e a Raina Usam o facto de serem gémeas como vantagem e completar o exercício. |              |            |                       |                                       |                        |                          |
| 18 | 18           | "Soon"     | P. J. Pesce           | Cherien Dabis                         | 17 de abril de 2016    | 3,66                     |
| Alex encontra o carro que Shelby usou para levar o Simon e o Will o carro foi alugado com o nome de "Mark Raymond". Ryan e a Nimah espiam a Alex usando o computador de mesa do Ryan. Alex pede a Raina, que não esta mais a trabalhar pelo Escritório, pãra destrair o Ryan fazendo-se passa pela Nimah. Quando está falha, ela avisa a Alex, que é logo pega pela irritada Claire. A Senadora Leva a Alex para sua casa e diz para ela que o Caleb agora é um viciado em drogas. Claire diz para a Alex que ela o colocara em reabilitação daqui a quatro dias depois da sua campanha terminar. Caleb culpa-se pela morte do pai e usa drogas para lidar com isso. Caleb foge e diz para Alex que vai com ela, no entanto sua verdadeira lealdade fica turva. De volta em Quantico, os NATs passam por um teste compreensivo medico e físico e tiveram as suas habilitações de segurança virificados; Iris não passa. A tentativa do Caleb e do Will de se infiltrar na Sistemics corre mal, depois da Iris ter avisado a Sistemics que o Will estava infiltrado, resultando no Caleb bater no Will mostrando a sua lealdade para com a Sistemics e a Shelby testemunha quase tudo. |              |            |                       |                                       |                        |                          |
| 19 | 19           | "Fast"     | J. Miller Tobin       | Dan Pulick                            | 24 de abril de 2016    | 3,46                     |
| Ryan é visitado pela mãe da Natalie, a qual não apareceu mais desde que deixou o sinal de emergência. Ryan e a Nimah descobre que a Alex ajudou a Natalie a passar na segurança a bypass no último dia que ela foi vista antes de desaparecer. O Caleb descansa no apartamento da Alex, e ela descobre que Shelby está no Escritório, instalando novo software. As duas trabalham em conjunto para encontrar o local definitivo dele e encontram o Will, que esta doente, e diz que ajudou a criar uma bomba nuclear. Em Quantico, os NATs estão aprendendo os diferentes campos eles podem trabalhar. Liam da para as gémeas um treinador que não esta interessado nelas; elas não confiam nele. Alex vê que o Drew tem tremores nas mãos e quer contar para o Liam e o Ryan, mas ela não que arruinar a carreira dele. Shelby vai para a Sistemics para descobrir o que o Caleb está a fazer lá. |              |            |                       |                                       |                        |                          |
| 20 | 20           | "Drive"    | Ron Underwood         | Jake Coburn                           | 1 de maio de 2016      | 3,37                     |
| Ryan envia um mandado de prisão de Alex, como ela foi a última pessoa a ver Natalie. Enquanto isso, Alex e a Shelby encontram Drew com os mesmos sintomas de Will. Drew afiram que o Ryan é "a Voz" e da um pen-drive para colocar no computador do Ryan que dirá ele é a Voz, mas era para colocar todas as culpas no Ryan. Drew diz para a Alex dirigir a carrinha do Ryan, que tem uma bomba nuclear no banco do passageiro. No passado, os NATs visitam um posto do FBI em Richmond. Alex e Brandon apanham um tipo envolvido em pornografia infantil, e a Alex descobre mais sobre o que aconteceu ao Ryan em Chicago. Iris descobre a verdade sobre as cartas que o pais da Shelby enviam, e que são cartas que o Caleb escreve. Depois de ouvir isso da Iris, Shelby confronta Caleb e liga para Clayton para prender os seus pais. A Nimah e a Raina são designadas para encontrarem o seu contacto na delegação de Richmond. Enquanto o verdadeiro contacto encontra Raina, Nimah erra com um dos membros da delegação, Nimah o persuade a não contar para a sua treinadora. Quando voltam para Quantico recebem uma carta que é a sua designação para se infiltrar na célula da Frente Islâmica que Hamza Kouri lidera.                                                                                     |              |            |                       |                                       |                        |                          |
| 21 | 21           | "Right"    | Holly Dale            | Cameron Litvack                       | 8 de maio de 2016      | 3,48                     |
| Enquanto dirige o carro do Ryan, a Shelby e a Senadora Haas trabalham com o FBI para encontrar a Alex e o Drew, "a Voz". No entanto, Drew e o Simon estão amarrados "a Voz" tem estado a usar a voz do Drew para cobrir-se a si próprio outra vez. Simon consegue escapar mas Drew morre na explosão de uma bomba armadilha, que foi accionada depois do FBI romper a porta do lugar onde estavam. Miranda é baleada pelo Liam. Em Quantico, Shelby e a Alex trocam os seus cartões de acesso, fazendo com Shelby consiga forjar os documentos necessários para convencer os seus pais a encontrarem-na nos Estados Unidos, onde ela planeia levá-los para prisão. Caleb intervém dizendo para a mãe da Shelby ir embora Tendo trocados os cartões com Shelby a Alex agora é capaz de aceder aos jornais do seu pai sobre Omaha,. Ela descobre que Liam cometeu um grande erro, e o treinador deles queimou uma peça das evidencias para manter o FBI fora de problemas. Quando Ryan descobre sobre o erro de Omaha, Ryan diz para ele que não vai para Washington D.C com ele. Enquanto isso, Nimah está pronta para se infiltrar na celula terrorista de Hamza, mas Raina tem ideias diferentes e considera deixar Simon, e decide ficar com Nimah.                                                                 |              |            |                       |                                       |                        |                          |
| 22 | 22           | "Yes"      | Larry Teng            | Joshua Safran                         | 15 de maio de 2016     | 3,78                     |
| O episódio começa com uma montagem mostrando como o Liam planeou toda conspiração para culpar a Alex. Em Quantico, os NATs preparam-se para a graduação. Depois da Alex descobrir que Ryan tinha mentido sobre o trabalho de infiltração, ela termina a relação outra vez. Enquanto isso, Shelby, está chateada com o Caleb por ter arruinado a sua chance de trazer os seus pais para a justiça, sabotou-a dizendo para a mãe dela o que se ia passar lá. No presente, Ryan descobre que a Miranda estava a ser vigiada, o que não faz sentido na sua explicação para tudo. Depois de visitar a casa do Liam, Alex descobre que o Liam é "a Voz", quem raptou Ryan e a Miranda. Ele os levou de volta a Quantico onde ele planeia detonar a bomba nuclear. Quando eles chegam, Liam explica seus motivos a Alex e o Ryan o matam. Depois deles descobrirem que a bomba não pode ser travada, Simon se sacrifica deixando a bomba detonar num lago, matando a ele próprio mas salvando várias vidas. No funeral do Simon, Alex diz para a Claire que ela sabe que ajudou o Liam. Dois meses depois da Alex ser despedida do FBI ela é contratada por um homem chamado Matthew Keyes que a oferece uma posição na CIA.                                                                                                 |              |            |                       |                                       |                        |                          |

## Lançamento em DVD
A partir de 13 de setembro de 2016 a Walt Disney Studios Home Entertainment, começou a distribuir o DVD e o Blu-Ray da primeira temporada de Quantico na Região 1.
| Quantico: The Complete First Season                        |                                                            |                                                            | | | |
| Detalhes do DVD                                            | Detalhes do DVD                                            | Detalhes do DVD                                            | Características Especiais | Características Especiais | Características Especiais |
| - 22 Episódios - Legendas em Inglês, Francês e em Espanhol | - 22 Episódios - Legendas em Inglês, Francês e em Espanhol | - 22 Episódios - Legendas em Inglês, Francês e em Espanhol | - Comentário em vídeo de "Run" - Bem Vindos à Quantico - Quem Fez Isto? Lideranças Falsas, Teorias e Pistas Falsas - Erros dos Actores - Cenas Cortadas | - Comentário em vídeo de "Run" - Bem Vindos à Quantico - Quem Fez Isto? Lideranças Falsas, Teorias e Pistas Falsas - Erros dos Actores - Cenas Cortadas | - Comentário em vídeo de "Run" - Bem Vindos à Quantico - Quem Fez Isto? Lideranças Falsas, Teorias e Pistas Falsas - Erros dos Actores - Cenas Cortadas |
| Datas de lançamento                                        |                                                            |                                                            | | | |
| Região 1                                                   | Região 1                                                   | Região 2                                                   | Região 2 | Região 4 | Região 4 |
| 13 de setembro de 2016                                     | 13 de setembro de 2016                                     | ASA                                                        | ASA | ASA | ASA |
| Datas de lançamento em BluRay                              |                                                            |                                                            | | | |
| Região A                                                   | Região A                                                   | Região A                                                   | Região B | Região B | Região B |
| 13 de setembro de 2016                                     | 13 de setembro de 2016                                     | 13 de setembro de 2016                                     | ASA | ASA | ASA |

### Leitura Adicional
1. «Quantico episodes». TV Guide (em inglês). tvguide.com. Consultado em 8 de agosto de 2017
2. «Shows A-Z – Quantico on ABC» (em inglês). The Futon Critic. Consultado em 8 de agosto de 2017